# Joseph von Giovanelli
Joseph oder Josef von Giovanelli (auch Joseph I. von Giovanelli; * 7. Mai 1750 in Bozen; † 19. November 1812 ebenda) war ein  Tiroler Politiker und Freiheitskämpfer.

## Leben
Giovanelli stammt aus der Familie der Giovanelli zu Gerstburg und Hörtenberg und war landschaftlicher Verordneter des Herren- und Ritterstandes und Kassier der landschaftlichen Filialkasse. In den Kriegsjahren der Koalitionskriege von 1796 bis 1801 und 1805 machte er sich um die Landesverteidigung von Tirol verdient. Als am 13. April 1809 die österreichischen Vorposten Bozen erreichten, nahm er Joseph von Hormayr in seinem Haus auf. Von dort aus wurde unter anderem der Tiroler Volksaufstand organisiert, es wurde zu einem Zentrum der Tiroler Patrioten um Andreas Hofer.
Giovanelli war als Präsident der Bozener Schatzdeputation in der Lage Waffen, Munition und Proviant sowie notwendige Geldmittel für die Landesverteidigung zu besorgen. Am Ende war es an ihm, nachdem sich zunächst dafür niemand fand, den Waffenstillstand den Aufständischen mitzuteilen. Er konnte dabei durch sein gutes Zureden beschwichtigen. 1810 verfasste er die Epistel an Malsiner.
Der Freiheitskämpfer und Politiker Joseph Freiherr von Giovanelli zu Gerstburg und Hörtenberg war sein Sohn, der Politiker Ignaz von Giovanelli zu Gerstburg und Hörtenberg sein Enkel.

## Ehrungen
Für seine Verdienste zeichnete ihn Kaiser Franz 1801 mit der Erhebung in den Freiherrenstand aus, allerdings nahm er das Diplom nicht entgegen. Auch das 1811 verliehene Ritterkreuz des königlich ungarische St. Stephans-Ordens musste er aufgrund der politischen Lage ablehnen. Mit der allerhöchsten Entschließung vom 16. Juli 1839 wurde sein Sohn Joseph von Giovanelli zu Gerstburg und Hörtenberg für die eigenen und auch ausdrücklich die Verdienste seines Vaters in den Freiherrenstand erhoben.